# Поселковый округ
Поселковый округ — административно-территориальная единица в некоторых регионах Российской Федерации, состоящая из посёлка городского типа и, при наличии, подчинённых населённых пунктов. Реже поселковый округ может быть образован посёлком сельского типа.

## Городские округа в составе субъектов Российской Федерации

### Брянская область
Поселковый административный округ — административно-территориальная единица, которая своими границами охватывает один посёлок (городского типа) с закреплёнными за ним землями или объединённые общей территорией посёлок и иной (иные) населённый пункт (населённые пункты) с закреплёнными за ними землями.

### Краснодарский край
Поселковый округ — административно-территориальная единица, объединяющая территориально и (или) экономически связанные между собой посёлок городского типа и сельские населённые пункты, административно подчинён городу или внутригородскому району (внутригородскому округу).

### Ульяновская область
Поселковые округа — административно-территориальные единицы, входящие в состав административного района, состоящие из посёлка городского типа либо посёлка городского типа и административно подчинённых ему сельских населенных пунктов вместе с прилегающими к ним землями, необходимыми для развития и обслуживания данных населённых пунктов, и имеющие единый административный центр.

### Регионы, в которые городские округа как административные единицы заявлены

#### Белгородская область
Согласно закону об административно-территориальном устройстве в пределах территории городских округов и городских поселений в Белгородской области в качестве административно-территориальных единиц могут быть образованы административные округа.